# کمادره
کمادره،به زبان محلی( کومره )روستایی از توابع بخش مرکزی شهرستان پاوه در استان کرمانشاه ایران است.این روستا در ۱۴ کیلومتری غربی شهر پاوه قرار دارد.زبان مردم این روستا مانند دیگر مناطق پاوه کردی است و به لهجه ی جافی تکلم میکنند. شغل اکثر مردم کمادره  کشاورزی،باغداری و دامداری است.
روستای کمادره(کومره) به لحاظ تاریخی، قدیمی ترین روستا در پاوه و از كهن ترین روستاهای استان کرمانشاه محسوب می شود.قدمت این روستا به 2700سال پیش بر می گردد و ساكنان این روستا قبل از ظهور اسلام پیرو آیین زردشت و مسیحیت بوده و همگام با فتح كردستان توسط سپاه اسلام و نبوغ دین اسلام، مردمان این دیار نیز به دین اسلام گرویدند. 
مدیرپایگاه منظر فرهنگی تاریخی اورامانات کرمانشاه اضافه کرد: در اورامانات کرمانشاه تعداد زیادی روستای گردشگرپذیر داریم که هفت مورد از آنها شاخص هستند. 
وی شرکان، هجیج، داریان، نجار، نروی، کمادره و بش نوخاص را هفت روستای زیبا و تاریخی اورامانات کرمانشاه معرفی کرد و گفت: ویژگی های این هفت روستا بگونه ای است که گردشگران با سلایق مختلف از دیدن زیبایی های این روستاها لذت خواهند برد. 
قهرمانی ادامه داد: در این روستاها می توان بافت تاریخی دست نخورده با حفظ معماری کهن با مصالح، مردمانی میهمان نواز با آداب و رسوم قدیمی، رودها و سراب های پرآب، صنایع دستی زیبا، طبیعت بکر و دیدنی، درختان چنار کهنسال، آبشارهای خروشان و... را با هم دید. 
وی تصریح کرد: باتوجه به اینکه درحال انجام مقدمات ثبت جهانی این منطقه هستیم، لذا اقدامات زیرساختی خوبی جهت رفاه حال گردشگران در این هفت روستا فراهم کرده ایم.

## جمعیت
این روستا در دهستان هولی قرار دارد و براساس سرشماری مرکز آمار ایران در سال ۱۳۸۵، جمعیت آن ۹۵ نفر (۲۳خانوار) بوده‌است.